# Дзюньков
Дзю́ньков (укр. Дзюньків) — село на Украине, находится в Погребищенском районе Винницкой области.
Код КОАТУУ — 0523481801. Население по переписи 2008 года составляет 1300 человек. Почтовый индекс — 22232. Телефонный код — 4346.
Занимает площадь 0,37 км².

## Адрес местного совета
22232, Винницкая область, Погребищенский р-н, с. Дзюньков, ул. Кооперативная, 10, тел. 2-36-34.

## История
С 28.10 по 15.11.1920 года в м. Дзюньково Киевской губернии находилось управление 1-го Киевского конного корпуса Червонного казачества Киевского военного округа. Командир корпуса В. М. Примаков (26 октября 1920 — лето 1923).